# Geissois magnifica
Geissois magnifica är en tvåhjärtbladig växtart som beskrevs av E. G.Baker. Geissois magnifica ingår i släktet Geissois och familjen Cunoniaceae. Inga underarter finns listade i Catalogue of Life.